# Кошкино (Курганская область)
Кошкино — село в Белозерском районе Курганской области России. Входит в состав Рычковского сельсовета.

## География
Село находится на севере области, в лесостепной зоне, на правом берегу реки Ик, к востоку от автодороги Р254, на расстоянии примерно 20 километров (по прямой) к юго-юго-западу (SSW) от села Белозерского, административного центра района. Абсолютная высота — 65 метров над уровнем моря.
Климат
Климат характеризуется как континентальный с холодной малоснежной зимой и тёплым сухим летом. Среднегодовая температура — 2 °C. Средняя температура воздуха самого тёплого месяца (июля) составляет 20 °C (абсолютный максимум — 41 °C); самого холодного (января) — −17 °C (абсолютный минимум — −48 °C). Среднегодовое количество атмосферных осадков составляет 385 мм, из которых 290 мм выпадает в период с апреля по октябрь. Устойчивый снежный покров держится в течение 145 дней.
Часовой пояс
Село Кошкино, как и вся Курганская область, находится в часовой зоне МСК+2. Смещение применяемого времени относительно UTC составляет +5:00.

## Население
| 1912 | 1926 | 1989 | 2002 | 2010 |
| ---- | ---- | ---- | ---- | ---- |
| 315  | ↗442 | ↘95  | ↘81  | ↘79  |

Гендерный состав
По данным Всероссийской переписи населения 2010 года в гендерной структуре населения мужчины составляли 46,8 %, женщины — соответственно 53,2 %.
Национальный состав
Согласно результатам Всероссийской переписи населения 2002 года, в национальной структуре населения русские составляли 99 %.